# Ihor Rachajew
Ihor Wołodymyrowycz Rachajew, ukr. Ігор Володимирович Рахаєв, ros. Игорь Владимирович Рахаев, Igor Władimirowicz Rachajew (ur. 26 maja 1973 w Charkowie) – ukraiński piłkarz, grający na pozycji pomocnika, trener piłkarski.

## Kariera piłkarska

### Kariera klubowa
W 1990 debiutował w podstawowym składzie drugoligowego klubu Majak Charków. W połowie 1992 został zaproszony do wyższoligowego klubu Torpedo Zaporoże. Nie potrafił przebić się do podstawowej jedenastki, dlatego na początku 1995 przeniósł się do amatorskiego zespołu Awanhard Merefa, gdzie był zmuszony podtrzymywać formę sportową. Latem 1995 podpisał kontrakt z pierwszoligowym Metalistem Charków, w którym występował przez dwa sezony, a potem grał w drużynie rezerw klubu. W rundzie jesiennej sezonu 1998/99 bronił barw amatorskiego zespołu Arsenał Charków, ale przez poważną kontuzję był zmuszony zakończyć karierę piłkarską.

## Kariera trenerska
Po zakończeniu kariery zawodniczej od maja 2002 do stycznia 2005 trenował Arsenał Charków. Potem ponownie od lipca do końca 2005 roku prowadził Arsenał Charków. To właśnie on doprowadził klub z Drugiej do Wyższej Lihi. W 2006 został zaproszony do Metalista Charków, gdzie najpierw kierował młodzieżową drużyną, z którą zdobył wicemistrzostwo Ukrainy. Od początku sezonu 2011/12 pracował w sztabie szkoleniowym Myrona Markewicza. Kiedy na początku 2014 roku Markewicz podał się do dymisji, 24 lutego 2014 objął stanowisko pełniącego obowiązki głównego trenera Metalista Charków. 18 maja 2014 został zatwierdzony na stanowisku głównego trenera. 4 czerwca 2015 został zwolniony z zajmowanego stanowiska. 12 stycznia 2016 stał na czele mołdawskiego klubu Zarea Bielce. Z klubem zdobył Puchar Mołdawii, ale wkrótce opuścił klub z Bielc. 2 grudnia 2016 został mianowany na stanowisko głównego trenera FK Aktöbe, z którym pracował do maja 2017. 27 grudnia 2017 stał na czele Heliosu Charków. 13 kwietnia 2018 został zwolniony z zajmowanego stanowiska.

## Sukcesy i odznaczenia

### Sukcesy trenerskie
Arsenał Charków
- wicemistrz Ukraińskiej Drugiej Ligi: 2002

Metalist Charków
- brązowy medalista Mistrzostw Ukrainy: 2014

Zarea Bielce
- zdobywca Pucharu Mołdawii: 2016